# Alypia wittfeldii
Alypia wittfeldii là một loài bướm đêm thuộc họ Noctuidae. Nó được tìm thấy ở almost entire Florida (ngoại trừ miền tây panhandle of the state), coastal Georgia, và South Carolina.
Chiều dài cánh trước là 13–14 mm. Con trưởng thành bay từ tháng 1 đến tháng 4 ở miền nam Florida và mostly vào tháng 4 along the coasts of South Carolina và Georgia.